# Рассольник
Рассо́льник (от «рассол») — один из основных видов горячих заправочных супов в русской кухне, следующий по значимости за борщом и щами. Русское национальное блюдо с острым кисловатым вкусом и пряно-овощным ароматом, отличающееся многообразием ингредиентов. Ароматный рассольник представляет собой овоще-крупяной суп густой консистенции на основе перловой крупы или риса, обязательными ингредиентами которого, помимо субпродуктов (печени и почек телят, ягнят или домашней птицы), являются солёные огурцы, огуречный рассол и коренья. В русской традиции к рассольнику подают расстегаи с рыбой, ватрушки с творогом и пресные слоёные пирожки с ливером.
Суп рассольник не упоминается в русских кулинарных книгах до середины XVIII века, но его предшественником считается суп калья из курятины, рыбы и паюсной икры не только с солёными огурцами, но и с солёными лимонами и на лимонном растворе. В старинной русской кухне широко использовались разнообразные рассолы. Помимо кальи и солянки с огуречным рассолом, на Руси готовили также кислые и острые супы-похмелки с соответствующим названию предназначением. Изначально рассольником в России, по сведениям В. И. Даля, в Сибири назывался мясной пирог с начинкой из солёных огурцов, который наряду с пирогом-курником упоминается у Н. В. Гоголя в «Мёртвых душах», а в одной из записных книжек писателя сохранилась запись о том, что рассольник — «пирог с курицей, гречневой кашей, в начинку подливается рассол, яйца рубленые».
В зависимости от типа бульона (мясного, костного, куриного, рыбного, грибного) рассольники бывают вегетарианские и мясные. Классический рассольник с субпродуктами варят, как правило, либо только с почками, либо с другими потрохами от домашней птицы. За неимением субпродуктов рассольники готовят из говядины, преимущественно голяшки. Прокипячённый огуречный рассол добавляют в суп для достижения вкусового баланса между солёными огурцами и нейтральными по вкусу корнеплодами и крупой. Помимо перловой крупы и риса, рассольники готовят с ячневой и гречневой крупой. Солёные огурцы для основной гарнирной части супа подходят крепкие, хрустящие и пропитанные рассолом, их очищают от грубой кожицы, режут соломкой и предварительно припускают отдельно в небольшом количестве бульона. Рассольники готовят также с солёными грибами или солёными зелёными помидорами вместо солёных огурцов. В рыбные рассольники на бульоне из частиковой рыбы добавляют помимо свежей рыбы немного предварительно отваренной солёной рыбы, что придаёт супу неповторимый вкус.
Современный рассольник существует в многочисленных рецептах. Рассольник московский, распространённый некогда в ресторанной кухне, готовили из курятины с куриными потрохами или говяжьими почками, белыми кореньями и льезоном, без картофеля и круп. В рецепте домашнего рассольника присутствует свежая бланшированная капуста. Рассольник с уткой гарнируют щавелем и луком-пореем. Новотроицкий рассольник готовят на рыбном бульоне из 2—3 видов свежей рыбы и одного вида солёной с отваренными и припущенными с томатной пастой осетровыми и раковыми шейками. Рассольник по-россошански приправляют свежими помидорами и измельчённым шпиком. Рассольник с клёцками готовят на грибном бульоне или овощном отваре. Самым распространённым является простой в приготовлении рассольник по-ленинградски, присутствовавший в меню всех советских столовых, на мясном или курином бульоне с перловкой и картофелем, пассерованными на масле репчатым луком и морковью, но без почек. В дальневосточный рассольник добавляют отваренную морскую капусту. Е. И. Молоховец в своём труде «Подарок молодым хозяйкам» предлагает рецепт вегетарианского рассольника на овощном бульоне с картофелем, кореньями, перловой крупой и сметаной. У Огюста Эскофье в «Кулинарном путеводителе» рассольник представляет собой овощной суп на курином бульоне с бланшированными шинкованными солёными огурцами и корнями петрушки и сельдерея, приправленный огуречным рассолом и сгущенный яичным желтком со сливками, который гарнируют маленькими кнелями из куриного фарша.
Рассольник обычно сервируют в глубоких тарелках с куском варёного мяса, рыбы или нашинкованными грибами и посыпают рубленой зеленью, отдельно подают сметану для забеливания. В СССР производили консервированные и замороженные рассольники.
«Рассольник из потрохов и молоденьких почек» расхваливает персонаж рассказа А. П. Чехова «Сирена». Рассольник с потрохами в большом количестве употребляет на обед наряду с жирной индейкой и слоёными пирожками Лев Степанович Столыгин у А. И. Герцена в повести «Долг превыше всего». В «Пошехонской старине» М. Е. Салтыкова-Щедрина главный герой в ресторане на Женевском озере в Швейцарии встречает старого московского знакомого Струнникова, который работает там гарсоном, и просит его «побаловать рассольничком» вместо жюльенов, но получает отказ: «Здесь суп только для проформы подают».